# Europsko prvenstvo u košarci za žene – Italija 1993.
Europsko prvenstvo u košarci za žene 1993. godine održalo se u Italiji 1993. godine.